# ایون آیسلر
ایون ایسلر OBE روانشناس بریتانیایی و استاد انستیتو روانپزشکی در کینگز کالج لندن است. آیسلر از اعضای آکادمی علوم اجتماعی است و برای خدماتش در خانواده درمانی، جوایز جشن تولد سال ۲۰۱۶ را دریافت کرد.